# ストーマーズ (ラグビー)
ストーマーズ（英: Stormers）は、ユナイテッド・ラグビー・チャンピオンシップに参加する南アフリカ共和国のラグビーユニオンチーム。命名権により「DHLストーマーズ（DHL Stormers）」という。本拠地は西ケープ州ケープタウンのケープタウン・スタジアム。

## 概要
スーパーラグビーなどの国際大会に参加することを目的に創設された南アフリカの地域フランチャイズチーム。カリーカップのメンバーであるウェスタン・プロヴィンスが母体。
チームカラーは青と白の段柄ユニフォーム。
かつてはニューランズ・スタジアムを本拠地としていた。

## 歴史
カリーカップに参加しているウェスタン・プロヴィンスを母体として1997年に創設。
1996シーズンにはウェスタン・プロヴィンス（Western Province）のチーム名でスーパー12（後のスーパーラグビー）に参加。地域フランチャイズの導入に伴い1998シーズンからストーマーズとなる。
2017年、DHLがストーマーズとウェスタン・プロヴィンスの命名権スポンサーとなる。
2020シーズン、コロナ禍の影響でスーパーラグビーが中断され、南アフリカ国内で代替開催されたスーパーラグビー・アンロックトに参加。
2021-22シーズンからはユナイテッド・ラグビー・チャンピオンシップに参加。最初のシーズンで優勝を飾った。

## タイトル
- スーパーラグビー
  - 準優勝 1回：2010
- ユナイテッド・ラグビー・チャンピオンシップ
  - 優勝 1回：2021-22

## 成績

### スーパーラグビー戦績
| シーズン | 試合数 | 勝 | 分 | 敗 | 順位 | プレーオフ |
| -------- | ------ | -- | -- | -- | ---- | ---------- |
| 1996     | 11     | 3  | 1  | 7  | 11位 | ―          |
| 1998     | 11     | 3  | 0  | 8  | 9位  | ―          |
| 1999     | 11     | 8  | 0  | 3  | 2位  | ベスト4    |
| 2000     | 11     | 6  | 1  | 4  | 5位  | ―          |
| 2001     | 11     | 5  | 0  | 6  | 7位  | ―          |
| 2002     | 11     | 5  | 0  | 6  | 7位  | ―          |
| 2003     | 11     | 5  | 0  | 6  | 9位  | ―          |
| 2004     | 11     | 7  | 0  | 4  | 3位  | ベスト4    |
| 2005     | 11     | 3  | 1  | 7  | 9位  | ―          |
| 2006     | 13     | 4  | 1  | 8  | 11位 | ―          |
| 2007     | 13     | 6  | 0  | 7  | 10位 | ―          |
| 2008     | 13     | 8  | 1  | 4  | 5位  | ベスト4    |
| 2009     | 13     | 5  | 0  | 8  | 10位 | ―          |
| 2010     | 13     | 9  | 0  | 4  | 2位  | 準優勝     |
| 2011     | 16     | 12 | 0  | 4  | 2位  | ベスト4    |
| 2012     | 16     | 14 | 0  | 2  | 2位  | ベスト4    |
| 2013     | 16     | 9  | 0  | 7  | 7位  | ―          |
| 2014     | 16     | 7  | 0  | 9  | 11位 | ―          |
| 2015     | 16     | 10 | 1  | 5  | 3位  | ベスト6    |
| 2016     | 15     | 10 | 1  | 4  | 3位  | ベスト8    |
| 2017     | 15     | 10 | 0  | 5  | 3位  | ベスト8    |
| 2018     | 16     | 6  | 0  | 10 | 11位 | ―          |
| 2019     | 16     | 7  | 1  | 8  | 10位 | ―          |
| 2020     | 6      | 4  | 1  | 1  | 2位  | ―          |

- 1996-2005シーズン：スーパー12
- 2006-2010シーズン：スーパー14
- 2011-2019シーズン：スーパーラグビー
- 2020シーズン：スーパーラグビー・アンロックト

### ユナイテッド・ラグビー・チャンピオンシップ戦績
| シーズン | 試合数 | 勝 | 分 | 敗 | 順位 | プレーオフ |
| -------- | ------ | -- | -- | -- | ---- | ---------- |
| 2021     | 18     | 12 | 2  | 4  | 2位  | 優勝       |
| 2022     | 18     | 12 | 2  | 4  | 3位  | 準優勝     |
| 2023     | 18     | 12 | 0  | 6  | 5位  | ベスト8    |
| 2024     | 18     | 10 | 0  | 8  | 5位  | ベスト8    |

## スコッド
2024-25シーズンのスコッド（2024年8月現在）
| フッカー - ジョセフ・ドヴェバ - JJ・コッツェ - シャボンガ・ヌツベニ - チャッド・ソロモン - アンドレ＝ヒューゴ・フェンター プロップ - ニーチリング・フーシェ - リゾ・グホボーカ - ブロック・ハリス - スティーヴン・キッツォフ - フランス・マルハーバ - サジ・サンディ - スティ・シトレ - アリ・ヴェルマーク ロック - ベン＝ジャソン・ディクソン - コナー・エバンス - サルマーン・モーラット - ギャリー・ポーター - JD・シカリング - ディラン・ソーブロム(Dylan Sjoblom) - アドレ・スミス - ルーベン・ ヴァンヘーデン | フランカー/No.8 - ポール・デ・ヴィリエ - ウィリー・エンゲルブレヒト - ディオン・フーリー - ケケ・モラベ - エバン・ルース - ヘンドレ・スタッセン - マルセル・トイニッセン スクラムハーフ - トーマス・バーセー - ポール・デ・ヴェット - ハーシェル・ヤンチース - イマッド・クーハン - ステファン・ウンゲラー フライハーフ - ジャン＝ルック・デュプレッシー - サーシャ・ファインバーグ＝ンゴメズル - マニー・リボック - ジュリエ・マッティ | センター - ダン・デュプレッシー - ルーハン・ネル - ワンディシーレ・シメラネ ウイング - アンジェロ・デービッド - スレイマン・ハルツェンバーグ - ベン・ローダー - シアベロ・セナトラ - カウンナール・スコサン - レオリン・ザス フルバック - クレイトン・ブロメティース - ウォリック・ヘラント - トリスタン・リードス - ダミアン・ウィレムス |
| | | |
| は共同キャプテン。 | | |

## 歴代所属選手
- ラシー・エラスムス
- ジャック・フーリー
- アンドリース・ベッカー
- スカルク・バーガー
- スカルク・ブリッツ
- ローアン・キッツォフ
- ルイ・シュラウダー
- ブライアン・ハバナ
- ライオネル・クロニエ
- エルトン・ヤンチース
- ドウェイン・フェルミューレン
- ジャン・デヴィリアス
- パーシー・モンゴメリ
- ジョブ・シンチェア
- ジャン・デ・クラーク
- マルセル・ブラーシェ
- ジオ・アプロン
- フアン・デ・ヨング
- チェスリン・コルビ
- ゲラード・ファンデンヒーファー
- エベン・エツベス
- ヒュー・ジョーンズ
- ジーン・クライン
- ヴィンセント・コッホ
- ジュアン・デヨーン
- アンドリース・ベッカー
- ダミアン・デアレンディ
- ショーン・トレビー
- ディーン・ミュアー
- フランソワ・ロウ
- コーバス・ファンダイク
- エスピー・マレー
- ジョシュア・スタンダー
- ジャン＝ルック・デュプレッシー
- JD・シカリング
- ピーターステフ・デュトイ
- シヤ・コリシ
- スカルク・エラスマス
- ジャンリュック・デュプレア
- リカス・プレトリアス
- ウォリック・ヘラント
- マーヴィン・オリー
- シモン・ミラー
- ハチヴァ・ダイマニ
- フアン・デ・ヨング
- アラパティ・レイウア